# Communications in Contemporary Mathematics
Ne pas confondre avec la collection « Contemporary Mathematics »  de l'American Mathematical Society
Communications in Contemporary Mathematics est une revue scientifique publiée par les éditions World Scientific depuis 1999.

## Domaines
Elle couvre des recherches dans les domaines de mathématiques pures comme l'algèbre, l'analyse, la géométrie, théorie des nombres, équations aux dérivées partielles, et des mathématiques appliquées, systèmes dynamiques, physique mathématique. Elle publie à la fois des résultats originaux et des articles de synthèse.
Le facteur d'impact pour 2016 est 1,191 d'après Journal Impact

## Résumés et indexation
Les articles publiées par le journal sont résumés et indexés par Zentralblatt MATH, Mathematical Reviews, ISI Alerting Services, CompuMath Citation Index, Current Contents, et le Science Citation Index.